# Holomitrium flexuosum
Holomitrium flexuosum är en bladmossart som beskrevs av Mitten 1869. Holomitrium flexuosum ingår i släktet Holomitrium och familjen Dicranaceae. Inga underarter finns listade i Catalogue of Life.